# Милър (окръг, Мисури)
Вижте пояснителната страница за други значения на Милър.
Окръг Милър (на английски: Miller County) е окръг в щата Мисури, Съединени американски щати. Площта му е 1554 km², а населението - 23 564 души (2000). Административен център е село Тъскъмбия.